# 阿扎利亞 (印地安納州)
阿扎利亞（英語：Azalia）是位於美國印地安納州巴塞洛繆縣的一個非建制地區。該地的面積和人口皆未知。

## 地理
阿扎利亞的座標為39°05′30″N 85°50′50″W / 39.09167°N 85.84722°W，而該地的平均海拔高度為181米（即594英尺）。